# Max de Diesbach
Graf Max de Diesbach, auch Max de Diesbach de Torny und Maximilien François de Diesbach (* 28. oder 30. Mai 1851 in Courgevaux; † 8. März 1916 auf dem Schloss Üebewil bei Düdingen; heimatberechtigt in Freiburg und Torny-le-Grand), war ein Schweizer Jurist, Historiker, Bibliothekar und Politiker.

## Leben

### Familie

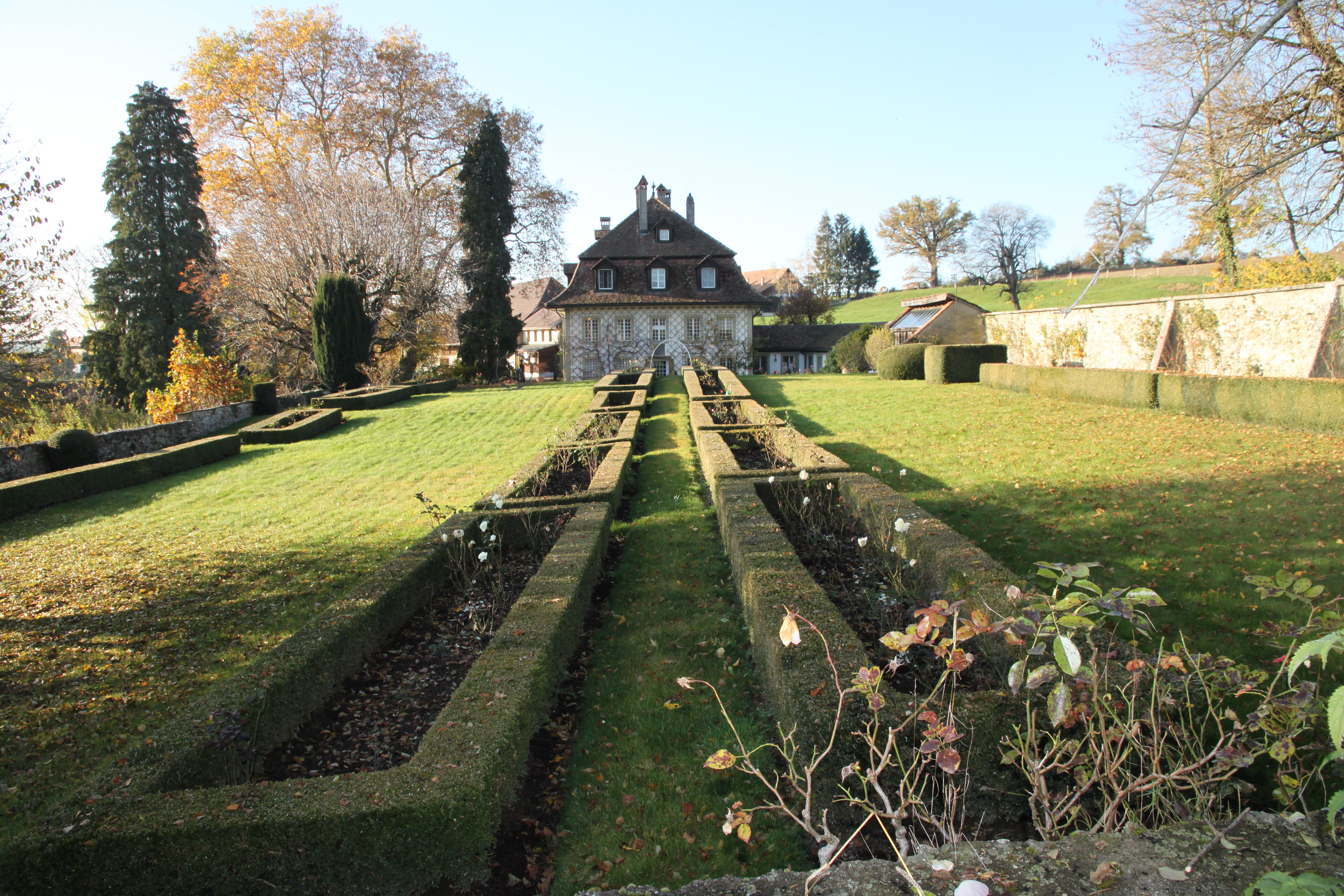
Schloss Üebewil

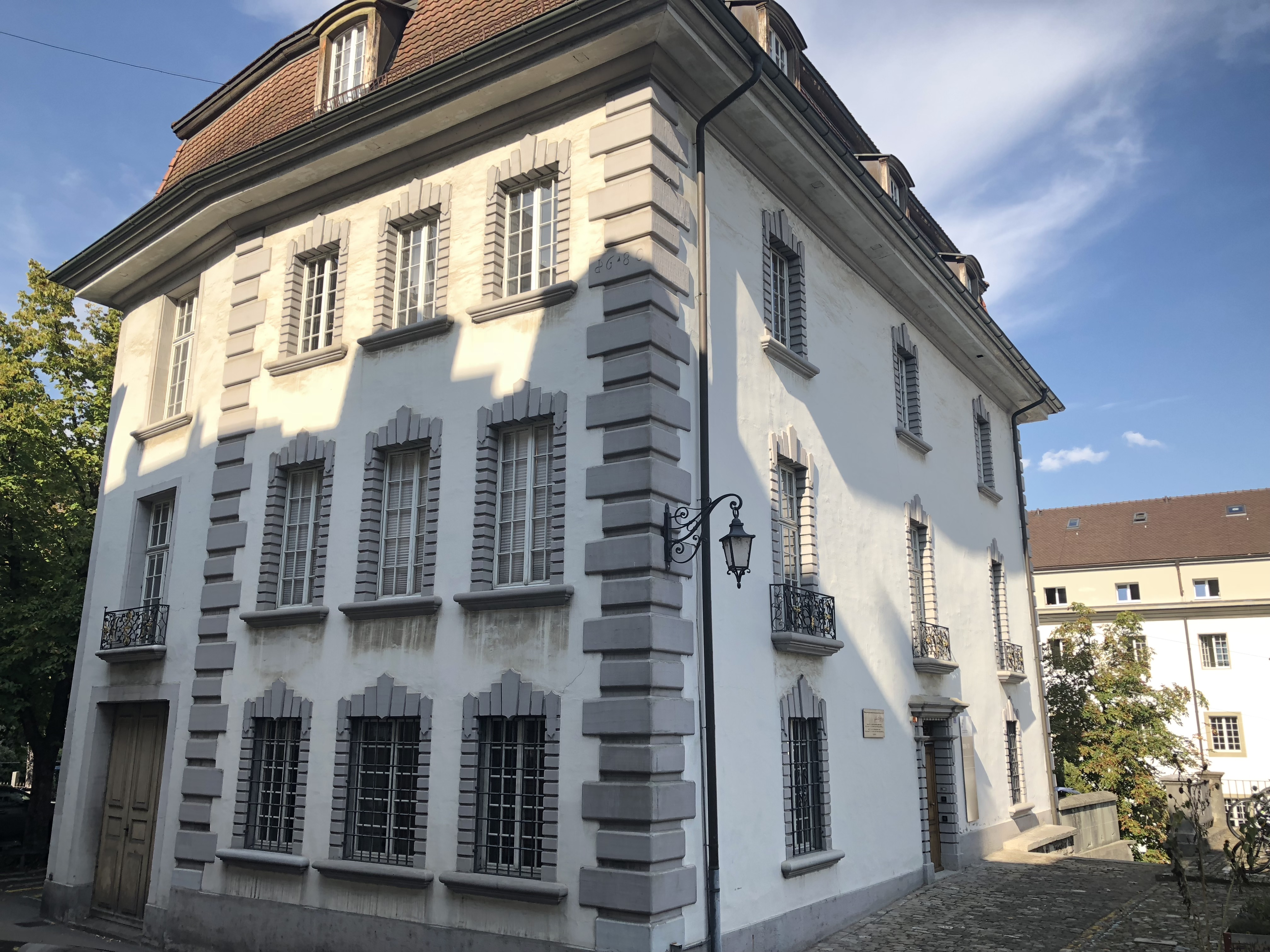
Residenz in der Rue Pierre-Aeby 16 in Freiburg

Max de Diesbach entstammte der Freiburger Patrizierfamilie Diesbach und war der Sohn von Frédéric-Henri de Diesbach (* 29. September 1818 in Courgevaux; † 27. oder 28. März 1867 in Freiburg), Offizier im Dienste Österreichs und Besitzer eines Herrenhauses in Courgevaux, und dessen Ehefrau Louise-Marie-Mélanie (* 27. Mai 1823; † 6. Dezember 1908 in Freiburg); Tochter des Chirurgen Jean François Paul de Castella (1788–1860); er hatte noch drei Geschwister.
Er war seit dem 22. Mai 1875 mit Mathilde-Marguerite (* 8. April 1852 in Freiburg; † 16. Juni 1918), der Tochter von Alphonse Nicolas von der Weid (1817–1888), Hauptmann im Dienste Neapels, verheiratet; gemeinsam hatten sie mehrere Kinder, zu denen unter anderen der Chemiker Henri de Diesbach (1880–1970) zählte.
Mit seiner Familie lebte er auf seinem Schloss Üebewil.
Der Grossvater seiner Ehefrau war der General Karl Emanuel von der Weid und ihr Urgrossvater der Landammann Louis d’Affry.
Sein Grossonkel François Romain de Diesbach († 10. August 1792) fiel bei der Verteidigung der Tuilerien in Paris (siehe Tuileriensturm). Mütterlicherseits war der Politiker Hubert Charles sein Onkel.
In seiner Residenz in der Rue Pierre-Aeby 16 in Freiburg befindet sich heute das Institut für Antike und Byzanz der Universität Freiburg.

### Werdegang
Max de Diesbach besuchte von 1863 bis 1865 das Kollegium St. Michael in Freiburg, war einige Jahre im Jesuitenkollegium (siehe Stella Matutina in Feldkirch) sowie von 1869 bis 1870 am Jesuitenkollegium in Metz. Zu seinen Lehrern in Freiburg gehörte unter anderen der Schriftsteller Ignace Baron (1816–1873).
Er immatrikulierte sich zu einem Studium der Rechtswissenschaften an der Universität Freiburg im Üechtland und setzte das Studium an der Universität Freiburg im Breisgau, an der Universität Leipzig und der Universität Paris fort; 1874 beendete er das Studium als Lizentiat.
1875 wurde er Sekretär der kantonalen Baudirektion.
Von 1878 bis zu seinem Rückzug in das Privatleben, 1883, war er Präfekt beziehungsweise Oberamtmann des Glânebezirks in Romont.
1890 wurde er Mitbegründer und Direktionsmitglied der Zeitschrift Fribourg artistique.
Er war, als Nachfolger von Karl Holder (1865–1905), von 1904 bis 1916 Bibliothekar an der 1848 gegründeten Kantonsbibliothek und seit 1909 der Kantons- und Universitätsbibliothek Freiburg. In seine Dienstzeit fiel der Bau des neuen Bibliotheksgebäudes an der Rue Joseph-Piller in Freiburg, das 1910 eingeweiht wurde; im selben Jahr wurde er zum Direktor der Bibliothek ernannt.
In der Schweizer Armee führte er 1890 als Major das Dragoner-Regiment 2. 1895 erfolgte seine Beförderung zum Oberstleutnant. Er bat im darauffolgenden Jahr um seine Ablösung als Kommandant der 1. Kavalleriebrigade; er erhielt darauf das Kommando der 3. Kavalleriebrigade, bevor er 1899 zum Aushebungsoffizier gewählt wurde.
1902 erfolgte seine Beförderung zum Oberst, und 1912 wurde er durch den Bundesrat von seinem Kommando des 2. Territorialkreises entbunden und zur Verfügung des Bundesrats gestellt.

### Politisches, gesellschaftliches und schriftstellerisches Wirken
Max de Diesbach sollte 1881 für die Partei Bienpublicard, benannt nach der Zeitung Le Bien Public des Mitgründers Louis de Diesbach, zum Staatsrat kandidieren, verweigerte jedoch seine Kandidatur unmittelbar vor der Wahl.
1888 gehörte er als Vizepräsident dem Zentralkomitee des Winkelriedfonds an, das gebildet worden war, um sich mit Sammlungen für im Militärdienst verwundete Soldaten sowie die Familien von Gefallenen zu beschäftigen.
Durch seine Vermittlung erhielt die Kantonsbibliothek 1890 von der Tochter der Malerin Adélaïde Nathalie Marie Hedwige Philippine d’Affry (siehe Marcello (Bildhauerin)) vierhundert Bände aus dem Nachlass von Oberst Philipp von Maillardoz. Diese enthielten unter anderem Papiere zur Julirevolution von 1830 und die daraufhin erfolgte Entlassung der Schweizer Regimenter aus französischen Diensten.
Er lehnte 1891 seine Wahl in den Freiburger Grossen Rat ab, weil er die Regierung ablehnte und dort nichts bewirken könne.
Er gehörte 1892 einem vierköpfigen Komitee an, das sich mit der Erneuerung der Kirchenfenster der damaligen Kollegiatskirche St. Nikolaus in Freiburg beschäftigte (siehe Glasmalereien von Mehoffer (Kathedrale Freiburg im Üechtland)#Geschichte der Fenster).
Von 1897 bis 1916 war er im Freiburger Grossen Rat (1902 Vizepräsident, 1903 Vizepräsident, 1904 Präsident, 1908 Vizepräsident, 1909 Präsident, 1911 Vizepräsident, 1912 Vizepräsident, 1913 Vizepräsident), anfangs als Liberal-Konservativer, später als Gemässigter.
1902 war er Präsident des Initiativkomitees, das sich mit der Eisenbahnsubvention der Düdingen–Plaffeien-Bahn beschäftigte.
Er war 1904 Präsident des Organisationskomitees für das kantonale Schützenfest in Freiburg.
Als Nachfolger des zurückgetretenen Aloys Bossy (1844–1913) war er vom 2. April 1907 bis zu seinem Tod Nationalrat; ihm folgte der Landwirt Franz Boschung in den Nationalrat.
1909 wurde er in den Vorstand der Gesellschaft für Erhaltung schweizerischer Kunstdenkmäler gewählt.
Er wurde 1912, als Nachfolger von Louis de Weck (1867–1916), in den Staatsrat gewählt, nahm die Wahl aber aus gesundheitlichen Gründen nicht an.
1913 unterstützte er mit dem Aufruf an das Volk den Aufbau einer militärischen Luftflotte in der Schweiz.
Er wurde während des Ersten Weltkriegs, 1915, durch den Bundesrat zum Mitglied der fünfköpfigen Presse-Kontroll-Kommission gewählt.
Er publizierte, unter anderem in Archives de la Société d’histoire, Étrennes fribourgeoises, Fribourg artistique, Archives de la Société suisse d’heraldique und im Jahrbuch für schweizerische Geschichte zahlreiche historische Arbeiten und förderte die Restaurierung alter Bauwerke, unter anderem des Kreuzgangs der Zisterzienserabtei Hauterive.

## Mitgliedschaften
- 1892 war Max de Diesbach Präsident der Freiburger Sakramentsbruderschaft.
- 1900 wurde er zum Ehrenmitglied des Historischen Vereins des Kantons Bern ernannt.[49]
- Von 1897 bis zu seinem Tod war er, als Nachfolger des verstorbenen Jean Gremaud, Präsident des 1840 gegründeten Historischen Vereins des Kantons Freiburg (Société d’histoire du canton de Fribourg).[50]
- Er war 1912 Präsident der Schweizerischen Offiziersgesellschaft.[51]
- Zum Zeitpunkt seines Todes war er Präsident der Société des Beaux-Arts.

## Schriften (Auswahl)
- Les troubles de 1789 dans le cant. de Fribourg. In: Archives de la Société d’histoire du canton de Fribourg. Band 4. Freiburg 1888, S. 235–506 (Digitalisat).
- Le général Charles-Emmanuel von der Weid. In: Archives de la Société d’histoire du canton de Fribourg. Band 5. Freiburg 1893, S. 469–546 (Digitalisat).
- Les stalles de Moudon. In: Revue historique vaudoise. Band 1, Heft 12. 1893, S. 368–372 (Digitalisat).        .
- Les tombeaux de l’abbaye d’Hauterive. In: Schweizerisches Archiv für Heraldik. Band 7. 1893, S. 125–138 (Digitalisat).
- Bahut d’Elisabeth de Neuchâtel. In: Schweizerisches Archiv für Heraldik. Band 8. 1894, S. 243–245 (Digitalisat).
- L’ex-libris de Philippe d’Estavayer. In: Schweizerisches Archiv für Heraldik. Band 9. 1895, S. 21–23 (Digitalisat).
- Le fer à gaufres du chevalier Ulrich d’Englisberg. In: Schweizerisches Archiv für Heraldik. Band 10. 1896, S. 49–53 (Digitalisat).
- Biographie de l’abbé Jean Gremaud. In: Archives de la Société d’histoire du canton de Fribourg. Band 6. Freiburg 1897, S. 371–396 (Digitalisat).
- Armes de Guillaume de la Baume. In: Schweizerisches Archiv für Heraldik. Band 8. 1897, S. 28–30 (Digitalisat).
- Jean-Rodolphe Perronet: ingénieur. In: Revue historique vaudoise. Band 5, Heft 10. 1897, S. 300–303 (Digitalisat).
- La Chronique scandaleuse. In: Archives de la Société d’histoire du canton de Fribourg. Band 6. Freiburg 1897, S. 398–478 (Digitalisat).
- Le pèlerinage en Terre-Sainte de Josse Voegeli 1578. In: Revue historique vaudoise. Band 9, Heft 1. 1901, S. 22–29 (Digitalisat).
- Les armes de Fribourg en Uechtland. In: Schweizerisches Archiv für Heraldik. Band 17, Heft 2. 1903, S. 49–56 (Digitalisat).
- Louis d’Affry, premier landamman de la Suisse et la diète fédérale de 1808. In: Jahrbuch für schweizerische Geschichte. Band 29. 1904, S. 169–188 (Digitalisat).
- Les armes des sires de Montagny. In: Schweizerisches Archiv für Heraldik. Band 19, Heft 2–3. 1905, S. 49–52 (Digitalisat).
- La ville de Morat et ses remparts. In: Heimatschutz. Band 2, Heft 3. 1907, S. 18–23 (Digitalisat).
- Le «Mémoire sur l’armée prussienne». In: Revue Militaire Suisse. Band 57. 1912, S. 548–557 (Digitalisat).
- La seigneurie d’Arconciel-Illens. In: Annales fribourgeoises. Band 1, Heft 2. 1913, S. 49–58 (Digitalisat).
- Les armoiries du village de Guin. In: Annales fribourgeoises. Band 1, Heft 5. 1913, S. 202–204 (Digitalisat).
- La famille de Duens (Düdingen). In: Annales fribourgeoises. Band 1, Heft 6. 1913, S. 241–243 (Digitalisat).
- La garnison de Fribourg. In: Annales fribourgeoises. Band 2, Heft 5. 1913, S. 97–106 (Digitalisat).
- La bataille de Morat. In: Revue Militaire Suisse. Band 59. 1914, S. 1–10 und Band 2, S. 73–87 (Digitalisat).
- La garnison de Fribourg. In: Annales fribourgeoises. Band 2, Heft 4. 1914, S. 145–149 (Digitalisat).
- La garnison de Fribourg. In: Annales fribourgeoises. Band 3, Heft 3–4. 1915, S. 241–249 (Digitalisat).
- Rapport adressé par le comité des Vitraux de la collégiale de St-Nicolas à la confrérie du St-Sacrement. In: Annales fribourgeoises. Band 4, Heft 3–4. 1916, S. 153–161 (Digitalisat).